# Sonja Henning
Sonja L. Henning (nacida el 4 de octubre de 1969) es una exjugadora de baloncesto y abogada estadounidense. Nacido en Jackson, Tennessee, se crio en Racine, Wisconsin, donde fue a la secundaria Horlick.
Estudió en la universidad de Stanford y jugó para el equipo de mujeres de baloncesto desde 1987 hasta 1991. Ayudó los Cardinals ganar el partido campeonato del NCAA División I de mujeres de baloncesto en 1990, ganando a la universidad de Auburn. El año siguiente, Henning fue nombrado Jugador Pac-10 del año y Kodak All-American en su último año. 
Se recibió de Standord en 1991 con un certificado en economía.
Después de recibirse, no hubo muchas oportunidades para que ella juegue profesionalmente en los Estados Unidos así que Henning empezó su carrera profesional de baloncesto en Upsala, Suecia en 1992. 
Henning fue un miembro del equipo US Women’s U18 que ganó la medalla de oro en el campeonato FIBA de los Américas en Sao Paolo, Brasil en agosto de 1988. El equipo estadounidense ganó contra el equipo brasileño 70-68 para ganar el campeonato. Henning hizo dos tiros libres en el último segundo para ganar el campeonato y la medalla de oro.